# Żabka
Żabka Polska (pronunția pentru poloneză: [ʐApka]) este un lanț de magazine de comoditate în Polonia. Există mai mult de 6.000 de magazine în Polonia. Unele magazine Żabka sunt situate în Republica Cehă. Cifra de afaceri cu amănuntul a fost de aproximativ 650 de milioane de euro în 2010.
În 2007, Żabka a fost achiziționată de Penta Investments. În decembrie 2010, Penta a vândut operațiunile cehi ale filialei Żabka și Koruna către Giant de retail din Marea Britanie Tesco PLC. Tranzacția a fost închisă în aprilie 2011. În februarie 2011 Penta a semnat un acord de vânzare a operațiunilor poloneze rămase żabka Polska, inclusiv formatul magazinului de bobockmarket, către Mid Europa Partners. În februarie 2017, partenerii Mid EUROPA au încheiat o înțelegere pentru a vinde żabka pentru o valoare nedivulgată (dar estimată de analiștii între 1 și 1,5 miliarde EUR) către CVC Capital Partners din Luxemburg. La sfârșitul anului 2019, există 6000 de magazine, inclusiv 500 în Varșovia.